# Buonanotte ai suonatori (singolo)
Buonanotte ai suonatori è un singolo dei Pooh uscito nel 1995, primo ed unico estratto dall'album Buonanotte ai suonatori.

## Il singolo
Il singolo viene scritto da Stefano D'Orazio e arrangiato da Roby Facchinetti, Dodi Battaglia e Red Canzian
Canzone registrata nel 1987 a Zurigo durante il tour invernale de "Il colore dei pensieri", dopo 8 anni viene inserita nel secondo album live del gruppo e chiuderà i concerti di quella tournée.

## Formazione
- Roby Facchinetti - voce, pianoforte, tastiere
- Dodi Battaglia - voce, chitarra
- Stefano D'Orazio - voce, batteria, percussioni
- Red Canzian - voce, basso